# Кожевников Сергій Костянтинович
Сергій Костянтинович Кожевников (нар. 1904, село Сухий Овраг, нині Оршанського району Республіки Марій Ел, Російська Федерація — 16 квітня 1956, Москва) — радянський військовий діяч, політпрацівник, генерал-майор. Член ЦК КП(б)У в 1940—1949 роках.

## Біографія
З 1923 року — курсант Іваново-Вознесенської піхотної школи імені Фрунзе. Потім був викладачем цієї школи, політкерівником роти 171-го Челябінського стрілецького полку. З січня 1929 року — викладач політроботи школи перепідготовки командирів запасу, помічник начальника Ленінградської військово-топографічної школи, начальник політичного відділу військового училища. Закінчив Військово-політичну академію РСЧА.
У лютому 1938 — 1939 року — воєнком Військово-господарської академії РСЧА.
У вересні 1939 — липні 1940 року — член Військової ради Київського Особливого військового округу. У вересні 1939 року був учасником походу Червоної армії в Західну Україну, членом Військової ради Українського фронту.
У липні 1940 — серпні 1941 року — заступник начальника Генерального штабу РСЧА з політичної частини.
У серпні — жовтні 1941 року — член Військової ради Приволзького військового округу. У листопаді 1941 — листопаді 1943 року — член Військової ради 10-ї армії. У листопаді 1943 — червні 1944 року — член Військової ради 21-ї армії. У 1944—1950 роках — заступник начальника Головного управління військ зв'язку з політичної частини.
У березні 1950 року звільнений у відставку через хворобу.

## Звання
- бригадний комісар (13.02.1938)
- корпусний комісар (19.06.1940)
- генерал-майор (6.12.1942)

## Нагороди
- два ордени Леніна
- орден Червоного Прапора
- медалі